# Michael Cuffee
Michael Sanchez Cuffee (Filadelfia, 12 luglio 1983) è un ex cestista statunitense.

## Palmarès
- Coppa di Danimarca: 1

Skovbakken: 2006